# BRT-ABC
BRT-ABCは、大サンパウロ都市圏のバス・ラピッド・トランジット（BRT）の系統の愛称。「サントアンドレ（Santo André）」、「サンベルナルド・ド・カンポ（São Bernardo do Campo）」、「サン・カエターノ・ド・スウ（São Caetano do Sul）」を含む「ABC地域」を経由するのが名称の由来で、2026年からの営業運転開始を予定している。運営は公営企業のサンパウロ都市交通会社（Empresa Metropolitana de Transportes Urbanos de São Paulo、EMTU）から委託されたネクスト・モビリダード（Next Mobilidade）によって行われる事になっている。

## 概要
2019年に計画が中止されたサンパウロ地下鉄18号線（モノレール）の代替として建設が決定した、「ABC地域」とサンパウロ中心部を結ぶBRT路線。2022年2月から始まった工事は2025年末の完了を予定しており、遅延が起きない場合2026年1月から2月にかけて営業運転を開始する事になっている。
路線はサンベルナルド・ド・カンポの中心部に位置するサンベルナンド・ターミナル（Terminal São Bernardo）とサンパウロのサコマ・ターミナル（Terminal Sacomã）の間、全長17.3 kmの専用レーンを経由する。その中には、各終点や地下鉄や通勤列車と接続するターミナルを含めて19箇所にバス停が設けられており、各バス停には専用のプラットホームが存在する他、速達系統用の追い越し線が整備される。運行にあたっては以下の3つの種別が導入される事になっており、運賃は各バス停で事前に支払うシステムが採用される。1日あたりの利用約数は173,000人を想定している。
- エクスプレッソ（Expresso） - 「急行」に該当。終点を含めた3箇所のバス停に停車。所要時間は40分。
- セミエクスプレッソ（Semiexpresso） - 「準急」に該当。「エクスプレッソ」の停車バス停に加えて5箇所の主要なバス停に停車。所要時間は43分。
- パラドール（Parador） - 「各駅停車」に該当。全バス停に停車。所要時間は最大52分。

## 車両
「BRT-ABC」で使用される合計92両の車両は、「e-Trol（e-Trol 21.5）」と呼ばれる連節式電気バス（トロリーバス）である。全長21,490 mm、後方車体にも2軸のタイヤが存在する大型車体が特徴で、定員数は145人（着席60人）となっており、車椅子用のフリースペースも1箇所設置されている。全幅は2,550 mm、集電装置を含めた全高は3,510 mm、最大重量は38 tである。また、「BRT-ABC」は全バス停が道路の中央に設置されているため、右側通行ながら乗降扉は左側にのみ設置されている。架線からの充電に関しては各バス停での短時間での充電も可能な構造となっており、集電が出来ない架線レス区間でも最大300 kmまで走行が可能な構造となっている。
製造はブラジルの国内企業、もしくはブラジルに工場を持つ企業によって行われており、シャーシはメルセデス・ベンツ、車体はブラジルのバスメーカーであるCAIO、出力380 kwの誘導電動機を含めた電気機器はエレトラ（Eletra）およびWEGが手掛けている。